# Põldealune laht
Põldealune (est. Põldealune laht) – jezioro na wyspie Sarema w gminie Valjala w prowincji Saare w Estonii. Położone jest na zachód od miejscowości Oessaare. Ma powierzchnię 30,9 hektara, średnią głębokość 0.8 m, a maksymalną 1,5. Znajduje się ono na terenie rezerwatu Laidevahe looduskaitseala. Sąsiaduje z jeziorami Oessaare laht oraz Aenga laht. W rejestrze Keskkonnaregistri avalik teenus posiada numer VEE2079500.